# Østfold fylke

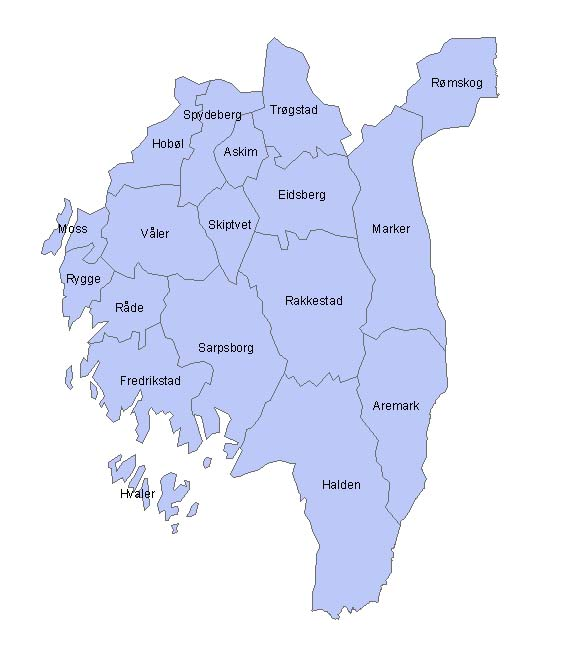
Kommuner i Østfold

Østfold fylke är ett fylke i sydöstra Norge. I söder och öster gränsar fylket till Västra Götalands län och Värmlands län i Sverige, och i väster ligger Oslofjorden. På en yta av 4 004 km² bor 309 161 personer (2020).
Fylket upphörde den 1 januari 2020 då Viken fylke bildades genom sammanslagning av Østfold fylke, Akershus fylke och Buskerud fylke. Viken fylke upplöstes den 1 januari 2024 och Østfold fylke återupprättades.
Tidigare Rømskogs kommun uppgick 1 januari 2020 i Aurskog-Hølands kommun och blev därmed en del av Akershus fylke när de gamla fylkena återupprättades 1 januari 2024.

## Kommuner
- Aremarks kommun
- Fredrikstads kommun
- Haldens kommun
- Hvalers kommun
- Indre Østfolds kommun
- Markers kommun
- Moss kommun
- Rakkestads kommun
- Råde kommun
- Sarpsborgs kommun
- Skiptvets kommun
- Vålers kommun

## Tätorter
Fylkets tätorter kommunvis:
| Aremarks kommun - Tätorter saknas Fredrikstads kommun - Fredrikstad/Sarpsborg – Delvis i Sarpsborgs kommun - Glosli - Holm - Lervik - Lunde - Nylende - Skivika – Delvis i Sarpsborgs kommun - Slevik - Spetalen – Delvis i Råde kommun - Rostadneset - Øyenkilen Haldens kommun - Halden - Isebakke - Solbakken-Sofienberg - Sponvika Hvalers kommun - Hauge - Norderhaug - Rød - Skjærhalden - Utgård Indre Østfolds kommun - Askim - Finnestad - Hamnås - Heiås - Jansberg - Mysen - Ringvoll - Skjønhaug - Slitu - Spydeberg - Tomter - Trømborg | Markers kommun - Ørje Moss kommun - Fuglevik - Halmstad – Delvis i Råde kommun. - Kirkegrenda - Larkollen - Moss – Delvis i Vestby kommun - Møvik - Såstadbråten Rakkestads kommun - Degernes - Rakkestad Råde kommun - Halmstad – Delvis i Rygge kommun - Karlshus (centralort) - Missingmyr - Spetalen – Delvis i Fredrikstads kommun - Tomb Sarpsborgs kommun - Fredrikstad/Sarpsborg – Delvis i Fredrikstads kommun - Hasle - Høysand - Ise - Jelsnes - Skivika – Delvis i Fredrikstads kommun - Skjeberg Skiptvets kommun - Skiptvet Vålers kommun - Kirkebygden - Rød - Svinndal - Våk |

## Städer
I Østfold fylke finns sex städer:
- Askim
- Fredrikstad
- Halden
- Moss
- Mysen
- Sarpsborg (residensstad)